# نیسان هاردبادی تراک

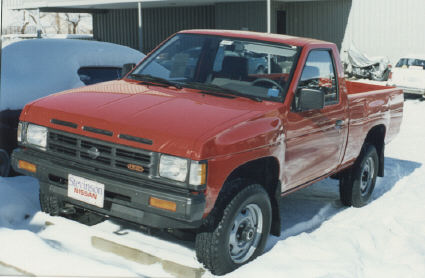

نیسان هاردبادی تراک (Nissan Hardbody Truck) خودرویی است که در سال‌های USA/CDN: ۱۹۸۶ تا ۱۹۹۷MEX: up to March ۱۵، ۲۰۰۸
PRC: April ۱۹۹۵ to January ۱۹۹۹در ایالات متحده آمریکا، کیوشو، ژاپن، مکزیک، ژنگژو، استان هنان و جمهوری خلق چین تولید شده‌است. ‌است. 